# Liste des navires construits aux Chantiers de l'Atlantique
Pour un article plus général, voir Chantiers de l'Atlantique.
Cette page présente les différents navires construits aux chantiers navals de Saint-Nazaire. Au cours du temps, le nombre de chantiers et leurs noms ont évolué.
Depuis 1864, 85 paquebots ont été construits à Saint-Nazaire par les Chantiers de l'Atlantique (et les différents chantiers existants avant la fusion de 1955). L'un des derniers paquebots livrés, le MSC Virtuosa, a d'ailleurs été assemblé en seulement 6 mois, un record.

## 1864-1914
| Nom du Bateau           | Tableau | Type            | Propriétaire                             | Mise sur cale   | Lancement     | Mise en service | Autres noms                               | Fin                                              | Chantier de construction      |
| ----------------------- | ------- | --------------- | ---------------------------------------- | --------------- | ------------- | --------------- | ----------------------------------------- | ------------------------------------------------ | ----------------------------- |
| Impératrice Eugénie     |         | Transatlantique | Compagnie générale transatlantique (CGT) | 15 octobre 1862 | 23 avril 1864 | février 1865    | Atlantique après 1870 Amérique après 1874 | Échouement, le 28 janvier 1895                   | Chantiers John Scott          |
| Ville de Brest          |         | Transatlantique | Compagnie générale transatlantique (CGT) |                 |               | 1870            |                                           |                                                  | Chantiers de l’Océan, Penhoët |
| La Bretagne             |         | Transatlantique | Compagnie générale transatlantique (CGT) |                 |               | août 1886       | Alésia, après juin 1919                   | Coule en décembre 1923                           | Chantiers de Penhoët          |
| La Champagne            |         | Transatlantique | Compagnie générale transatlantique (CGT) |                 |               | mai 1886        | Aucun                                     | Échouement le 28 mai 1915                        | Chantiers de Penhoët          |
| La Touraine             |         | Transatlantique | Compagnie générale transatlantique (CGT) |                 |               | juin 1891       | Maritime en 1923                          | Démoli à Dunkerque fin 1923                      | Chantiers de Penhoët          |
| La Savoie               |         | Transatlantique | Compagnie générale transatlantique (CGT) |                 | 1900          | 1901            |                                           |                                                  | Chantiers de Penhoët          |
| Noémi                   |         | 3 mâts barque   | La Société des Voiliers Nazairiens       |                 |               | 1899            |                                           |                                                  | Chantiers de la Loire         |
| Cassard                 |         | 3 mâts barque   | Société Anonyme des Armateurs Nantais    |                 |               | 1899            |                                           |                                                  | Chantiers de la Loire         |
| Dupleix                 |         | 3 mâts barque   | Société Anonyme des Armateurs Nantais    |                 |               | 1899            |                                           |                                                  | Chantiers de la Loire         |
| Jane-Guillon            |         | 3 mâts barque   | Compagnie Norbert et Claude Guillon      |                 |               | 1900            |                                           |                                                  | Chantiers de la Loire         |
| Edmond-Rostand          |         | 3 mâts barque   | Compagnie Norbert et Claude Guillon      |                 |               | 1900            |                                           |                                                  | Chantiers de la Loire         |
| Edmond-Rostand          |         | 3 mâts barque   | Compagnie Norbert et Claude Guillon      |                 |               | 1900            |                                           |                                                  | Chantiers de la Loire         |
| Brenn                   |         | 3 mâts barque   | Compagnie Celtique Maritime              |                 |               | 1900            |                                           |                                                  | Chantiers de la Loire         |
| Belen                   |         | 3 mâts barque   | Compagnie Celtique Maritime              |                 |               | 1901            |                                           |                                                  | Chantiers de la Loire         |
| Gaël                    |         | 3 mâts barque   | Compagnie Celtique Maritime              |                 |               | 1901            |                                           |                                                  | Chantiers de la Loire         |
| Charles-Gounod          |         | 3 mâts barque   | Société Bretonne de Navigation           |                 |               | 1901            |                                           |                                                  | Chantiers de la Loire         |
| Connétable-de-Richemond |         | 3 mâts barque   | Société Bretonne de Navigation           |                 |               | 1901            |                                           |                                                  | Chantiers de la Loire         |
| Marie                   |         | 3 mâts barque   | Société des Voiliers Nazairiens          |                 |               | 1901            |                                           |                                                  | Chantiers de la Loire         |
| Ville de Saint-Nazaire  |         | 3 mâts barque   | Société des Voiliers Nazairiens          |                 |               | 1901            |                                           |                                                  | Chantiers de la Loire         |
| Haudaudine              |         | 3 mâts carré    | Société Anonyme des Armateurs Nantais    |                 |               | 1901            |                                           |                                                  | Chantiers de la Loire         |
| Laënnec                 |         | 3 mâts carré    | Société Anonyme des Armateurs Nantais    |                 |               | 1901            | Oldenburg, puis Suomen Joutsen            | Musée flottant dans le port de Turku en Finlande | Chantiers de la Loire         |
| Bonchamps               |         | 3 mâts barque   | Compagnie Française de Navigation        |                 |               | 1901            |                                           |                                                  | Chantiers de la Loire         |
| Maréchal-Suchet         |         | 3 mâts carré    | Compagnie Française de Navigation        |                 |               | 1902            |                                           |                                                  | Chantiers de la Loire         |
| René-Kerviller          |         | 3 mâts carré    | Société des Voiliers Nazairiens          |                 |               | 1902            |                                           |                                                  | Chantiers de Penhoët          |
| Daniel                  |         | 3 mâts carré    | Société des Voiliers Nazairiens          |                 |               | 1902            |                                           |                                                  | Chantiers de Penhoët          |
| Crillon                 |         | 3 mâts carré    | Compagnie Maritime Française             |                 |               | 1902            |                                           |                                                  | Chantiers de Penhoët          |
| Desaix                  |         | 3 mâts carré    | Compagnie Maritime Française             |                 |               | 1902            |                                           |                                                  | Chantiers de Penhoët          |
| Michelet                |         | 3 mâts barque   | Compagnie Maritime Française             |                 |               | 1902            |                                           |                                                  | Chantiers de Penhoët          |
| Vauban                  |         | 3 mâts carré    | Compagnie Maritime Française             |                 |               | 1902            |                                           |                                                  | Chantiers de Penhoët          |
| Vercingétorix           |         | 3 mâts carré    | Compagnie Française de Navigation        |                 |               | 1902            |                                           |                                                  | Chantiers de Penhoët          |
| La Provence             |         | Transatlantique | Compagnie générale transatlantique (CGT) |                 |               | avril 1906      | Aucun                                     | Torpillé le 26 février 1916                      |                               |
| Fort de France          |         | Paquebot mixte  | Compagnie générale transatlantique (CGT) |                 | 1907          | 1908            | Pérou                                     |                                                  |                               |
| Corse                   |         | Transatlantique | Compagnie Maritime des Chargeurs Réunis  |                 |               | 1909            | Niagara après 1910                        | Démoli à Dunkerque en 1931                       |                               |
| Rochambeau              |         | Transatlantique | Compagnie générale transatlantique (CGT) |                 |               | septembre 1911  | Aucun                                     | Démoli à Dunkerque en 1934                       |                               |
| France                  |         | Transatlantique | Compagnie générale transatlantique (CGT) |                 | 1910          | 1912            | Aucun                                     | Démoli en 1935                                   |                               |

## 1918-1940
| Nom du Bateau     | Tableau | Type              | Propriétaire                             | Mise sur cale    | Lancement        | Mise en service   | Autres noms          | Fin                                                                                    | Chantier de construction          |
| ----------------- | ------- | ----------------- | ---------------------------------------- | ---------------- | ---------------- | ----------------- | -------------------- | -------------------------------------------------------------------------------------- | --------------------------------- |
| Jeanne d'Arc      |         | Croiseur école    | Marine nationale française               | septembre 1928   | 1930             | Octobre 1931      |                      | Désarmé en 1965, remplacé par le porte-hélicoptères La Résolue, rebaptisé Jeanne d'Arc |                                   |
| Paris             |         | Transatlantique   | Compagnie générale transatlantique (CGT) | 1913             | septembre 1916   | juin 1921         | aucun                | Le 18 avril 1939 brûle et coule au Havre, démoli en 1947                               |                                   |
| Île-de-France     |         | Transatlantique   | CGT                                      | 25 octobre 1924  | 14 mars 1926     | 5 juin 1927       | Furanza Maru en 1959 | Démoli au Japon en 1959                                                                |                                   |
| L'Atlantique      |         | Transatlantique   | Compagnie de navigation Sud-Atlantique   | 28 novembre 1928 | 15 avril 1930    | 29 septembre 1931 | aucun                | Incendié le 4 janvier 1933 Démoli en Écosse en 1936                                    |                                   |
| Albertville 5     |         | Paquebot          | Compagnie maritime belge du Congo        | 1928             | 1928             | 1929              | aucun                | Coule au Havre le 11 juin 1940                                                         | Ateliers et Chantiers de la Loire |
| Baudouinville     |         | Paquebot          | Compagnie maritime belge                 |                  |                  | 1939              | aucun                | incendié le 10 août 1944                                                               | Ateliers et Chantiers de la Loire |
| Félix Roussel     |         | Liner             | Compagnie des messageries maritimes      |                  | 17 décembre 1929 | 1931              | Arosa Sun en 1955    | Démoli en 1974                                                                         |                                   |
| Lafayette         |         | Transatlantique   | Compagnie générale transatlantique (CGT) |                  | 1930             | 1938              | aucun                | Démoli en 1938                                                                         | Ateliers et Chantiers de la Loire |
| Georges Philippar |         | Liner             | Messageries maritimes (MM)               |                  | 6 novembre 1930  |                   | aucun                | Brûle et coule en mai 1932 dans le golfe d'Aden                                        | Ateliers et Chantiers de la Loire |
| Champlain         |         | Liner             | Compagnie générale transatlantique (CGT) |                  |                  | juin 1932         | aucun                | Le 17 juin 1940, il heurte une mine et coule à La Pallice, démantelé en 1964           |                                   |
| Ville d'Alger     |         | Liner             | CGT                                      |                  | 1935             | 1935              | Poséidon en 1966     | Démoli à La Spezia, en Italie, en 1969                                                 |                                   |
| Normandie         |         | Transatlantique   | CGT                                      | 26 janvier 1931  | 29 octobre 1932  | 11 mai 1935       | Lafayette en 1942    | Vendu à un ferrailleur de New-York le 3 octobre 1946, après son incendie de 1942       |                                   |
| Strasbourg        |         | Bâtiment de ligne | Marine nationale                         | novembre 1934    | décembre 1936    | février 1939      | aucun                | Sabordé le 27 novembre 1942, renfloué en 1945, démoli en 1955                          |                                   |
| Jean Bart         |         | Bâtiment de ligne | Marine nationale                         | janvier 1939     | 6 mars 1940      |                   | aucun                | Désarmé en 1957                                                                        |                                   |

## 1945-1955
| Nom du Bateau  | Type           | Propriétaire                            | Mise sur cale | Lancement       | Baptême      | Mise en service | Autres noms | Fin                                                                 |
| -------------- | -------------- | --------------------------------------- | ------------- | --------------- | ------------ | --------------- | --- | ------------------------------------------------------------------- |
| Claude Bernard | Paquebot mixte | Compagnie Maritime des Chargeurs Réunis |               |                 | 1948         |                 | 1962 J. G. Fichte (de), République démocratique allemande, navire-école, scène de la série télévisée Zur See (de); 1979 Sunrise, Panama; 1980 Sunrise IV, Sri Lanka; 1981 Peganica | démoli à Pakistan en 1981                                           |
| Ariane         | Pétrolier      | Compagnie auxiliaire de navigation      |               |                 | 1949         |                 | Vendu en 1962 au gouvernement de la RDA | démoli à Taïwan en 1979                                             |
| Bethsabée      | Pétrolier      | Compagnie auxiliaire de navigation      |               |                 | 1952         |                 | |                                                                     |
| Dalila         | pétrolier      | Compagnie auxiliaire de navigation      |               | 1954            |              |                 | | Démoli en 1974                                                      |
| Esso Paris     | pétrolier      |                                         |               |                 | 1954         |                 | 1964 Verona, 1969 Seatrain Lines porte-conteneurs | Démoli en 1976                                                      |
| Le Bourguignon | Escorteur      | Marine nationale française              | 23 avril 1954 | 28 janvier 1956 | 21 juin 1956 | 11 juillet 1957 | Aucun | Dernière cérémonie des couleurs septembre 1976, coulé en Atlantique |

## 1955-1975
En 1955 a lieu la fusion entre les différents chantiers navals de Saint-Nazaire. Ils se regroupent sous le nom Chantiers de l'Atlantique.
| Nom du Bateau      | Tableau | Type                         | Propriétaire                            | Mise sur cale     | Lancement                      | Baptême                                                                                          | Mise en service  | Autres noms | Fin                                                                    |
| ------------------ | ------- | ---------------------------- | --------------------------------------- | ----------------- | ------------------------------ | ------------------------------------------------------------------------------------------------ | ---------------- | --- | ---------------------------------------------------------------------- |
| Esmeralda          |         | Pétrolier                    | Compagnie auxiliaire de navigation      |                   | 1957                           |                                                                                                  |                  | Bonnie en 1972, puis Astrom en 1976 |                                                                        |
| Sitala             |         | Pétrolier                    | Shell                                   |                   | 1960                           |                                                                                                  |                  | | démoli en novembre 2015 à Alang en Inde.                               |
| Foch               |         | Porte-avions                 | Marine nationale française              | 15 novembre 1957  | 23 juillet 1960                |                                                                                                  | 15 juillet 1963  | Sao Paulo depuis le 15 novembre 2000 | Marine brésilienne depuis 2000                                         |
| France             |         | Transatlantique              | Compagnie générale transatlantique      | 7 octobre 1957    | 11 mai 1960                    | 11 mai 1960 par le général de Gaulle, marraine : Mme de Gaulle                                   | 2 décembre 1962  | Norway (1979-2006), Blue-Lady (2006-2008) | Démoli en 2008 à Alang (Inde)                                          |
| Ancerville         |         | Liner                        | Compagnie Paquet (CNP)                  | 1961-1962         | 5 avril 1962                   | 5 avril 1962 par le général de Gaulle, marraine : Mme de Barbarin-Paquet                         | 5 septembre 1962 | Minghua (depuis 1973) | Transformé en hôtel en Chine                                           |
| Shalom             |         | Liner et navire de croisière | ZIM Lines                               | Commande 1959     |                                | février 1964, marraine : Mme Paula Ben Gourion                                                   | 17 avril 1964    | Hanseatic (1967-1973), Doric (1973-1981), Royal Odyssey (1981-1988), Regent Sun (1988-1996), Sun Venture (1966-1998), Sun (1998), Sun 11 (1998-2001)                                       | Coulé en 2001 au large du Cap Saint Francis                            |
| Renaissance        |         | Liner et navire de croisière | CFN (Compagnie Française de Navigation) | 22 février 1965   | 11 décembre 1965 à 5h du matin | 11 décembre 1965                                                                                 | 14 avril 1966    | Homeric renaissance (1977), World renaissance (1978-1995), Awani Dream (1995-1998), World Renaissance (1998-2004), Grand Victoria (2004-2006), Blue Monarch (2007-2009), Maestro (2010 - ) | démoli en 2010 à Alang                                                 |
| Corse              |         | Ferry                        | Compagnie générale transatlantique      | 27 septembre 1965 | 21 janvier 1966                | 4 juin 1966                                                                                      | 23 juin 1966     | Golden Vergina (1981-1999), Express Samina (1999-2000) | Naufrage le 26 septembre 2000.                                         |
| Suffren            |         | Navire frigorifique          | CGM                                     |                   |                                | 1967                                                                                             |                  | Dioné 3, achat de la SNC le 29 décembre 1977. Khalij Express, achat de la Balaji Shipping Co (Panama) le 4 mars 1983.                                                                      |                                                                        |
| Magdala            |         | Pétrolier                    | Shell                                   | 1968              |                                |                                                                                                  |                  | | Démoli en 1978 à Kaohsiung                                             |
| Esso Paris         |         | Pétrolier                    | Esso                                    |                   | 1969                           |                                                                                                  |                  | | Démoli fin 1980 à Kaohsiung                                            |
| Miralda            |         | Pétrolier                    | Shell                                   |                   | 1969                           |                                                                                                  |                  | | Démoli en 1985 à Kaohsiung                                             |
| Atlantic Champagne |         | Porte-conteneurs             | Compagnie générale transatlantique      | 1969              |                                |                                                                                                  |                  | |                                                                        |
| Émeraude           |         | Pétrolier                    | Compagnie navale des pétroles           | 1970              |                                |                                                                                                  |                  | | Démoli en 1981 à Kaohsiung                                             |
| Myrtéa             |         | Pétrolier                    | Shell                                   | 1970              |                                |                                                                                                  |                  | | Démoli en 1982 à Kaohsiung                                             |
| Hermione           |         | Pétrolier                    | Compagnie auxiliaire de navigation      | 1971              |                                |                                                                                                  |                  | | Transformé en barge en 1982, en 2003 il était ancré au large de Douala |
| Rubis              |         | Pétrolier                    | Compagnie navale des pétroles           | 1971              |                                |                                                                                                  |                  | | Démoli en 1981 à Kaohsiung                                             |
| Esso Bretagne      |         | Pétrolier                    | Esso                                    | 1971              |                                | 2 octobre 1971 marraine : Mme Belknap, épouse du vice-président exécutif d'Esso Europe (Londres) |                  | | Démoli en 1982 à Kaohsiung                                             |
| Esso Provence      |         | Pétrolier                    | Esso                                    | 1972              |                                |                                                                                                  |                  | | Démoli en 1982 en Corée du Sud                                         |
| Latona             |         | Pétrolier                    | Shell                                   | 1973              |                                |                                                                                                  |                  | | Démoli en 1985 à Kaohsiung                                             |
| Saphir             |         | Pétrolier                    | Compagnie navale des pétroles           | 1973              |                                |                                                                                                  |                  | | Démoli en 1985 à Kaohsiung                                             |
| Lucina             |         | Pétrolier                    | Shell                                   | 1971              |                                |                                                                                                  |                  | | Démoli en 1985 à Kaohsiung                                             |
| Iseult             |         | Pétrolier                    | Compagnie auxiliaire de navigation      | 1974              |                                |                                                                                                  |                  | | Démoli en 1998 à Chittagong                                            |
| Esso Normandie     |         | Pétrolier                    | Esso                                    | 1974              |                                | 26 novembre 1974 marraine : Mme Reid, épouse du président d'Imperial Oil Ltd (Canada)            |                  | | Démoli en 1982 à Kaohsiung                                             |
| Latirus            |         | Pétrolier                    | Shell                                   | 1974              |                                |                                                                                                  |                  | | Démoli en 1984 en Corée du Sud                                         |
| Labiosa            |         | Pétrolier                    | Shell                                   | 1975              |                                |                                                                                                  |                  | | Démoli en 1999 à Chittagong                                            |
| Opale              |         | Pétrolier                    | Compagnie navale des pétroles           | 1973              |                                |                                                                                                  |                  | | Démoli en 1997 à Chittagong                                            |

## 1976à2005
En 1976, Alsthom acquiert les Chantiers de l'Atlantique qui deviennent Alsthom Atlantique.
| Nom du Bateau           | Tableau | Type                                | Propriétaire                      | Mise sur cale     | Lancement         | Baptême                                                                                  | Mise en service | Autres noms                                              | Fin                        |
| ----------------------- | ------- | ----------------------------------- | --------------------------------- | ----------------- | ----------------- | ---------------------------------------------------------------------------------------- | --------------- | -------------------------------------------------------- | -------------------------- |
| Esso Picardie           |         | Pétrolier                           | Esso                              |                   |                   | 19 janvier 1976 marraine : Mme Stamas, épouse de S. Stamas, vice-president d'Exxon Corp. | 1976            | Picardie (1995) Berge Hélène (1997)                      |                            |
| Batillus                |         | Pétrolier                           | Shell                             |                   |                   |                                                                                          | 1976            | Aucun                                                    |                            |
| Bellamya                |         | Pétrolier                           | Shell                             |                   |                   |                                                                                          | 1976            | Aucun                                                    |                            |
| Prairial                |         | Pétrolier                           | Compagnie nationale de navigation |                   |                   |                                                                                          | 1977            | Aucun                                                    |                            |
| Lyria                   |         | Pétrolier                           | Onassis                           |                   |                   |                                                                                          | 1977            | Aucun                                                    | Démoli en 1982 à Kaohsiung |
| Pierre Guillaumat       |         | Pétrolier                           | Shell                             |                   |                   |                                                                                          | 1979            | Aucun                                                    |                            |
| Niew Amsterdam          |         | Paquebot                            | Holland America Line              |                   |                   |                                                                                          | 1983            | MS Thomson Spirit (2003) Marella Spirit (2018)           | Démantelé en 2018          |
| Noordam                 |         | Paquebot                            | Holland America Line              |                   |                   |                                                                                          | 1984            | MS Thomson Celebration (2005) Marella Celebration (2017) | Démantelé en 2020          |
| Sovereign of the Seas   |         | Paquebot de croisière               | Royal Caribbean Cruise Line       |                   |                   |                                                                                          | 1988            | Aucun                                                    | Démoli en 2021 en Turquie  |
| Bougainville            |         | Bâtiment de transport et de soutien | Marine nationale française        | 1986              | 1986              | Construction débutée à Nantes, chez Dubigeon                                             | 1988            | Aucun                                                    | Désarmé en 2008            |
| Star Princess           |         | Paquebot de croisière               | Princess Cruises                  |                   |                   |                                                                                          | 1988            | Aucun                                                    | Démantelé à Alang en 2021  |
| Danielle Casanova       |         | Ferry                               | SNCM                              | 29 décembre 1987  | 3 décembre 1988   | 18 mai 1989                                                                              | 17 mai 1989     | Méditerranée (2002)                                      |                            |
| Bretagne                |         | Ferry                               | Brittany Ferries                  |                   |                   |                                                                                          | Juillet 1989    | Rosalind Franklin                                        |                            |
| Nordic Empress          |         | Paquebot de croisière               | Royal Caribbean Cruise Line       |                   |                   |                                                                                          | 1990            | MS Empress (2008)                                        |                            |
| Monge                   |         | Bâtiment d'essais et de mesures     | Marine nationale française        | 26 mars 1990      | 6 octobre 1990    |                                                                                          | 1991            | Aucun                                                    |                            |
| Monarch of the Seas     |         | Paquebot de croisière               | Royal Caribbean Cruise Line       |                   |                   |                                                                                          | 1991            | Aucun                                                    | Démoli en 2021 en Turquie  |
| Majesty of the Seas     |         | Paquebot de croisière               | Royal Caribbean Cruise Line       |                   |                   |                                                                                          | 1992            | Aucun                                                    |                            |
| Floréal                 |         | Frégate                             | Marine nationale française        | 2 avril 1990      | 6 octobre 1990    |                                                                                          | 27 mai 1992     | Aucun                                                    |                            |
| Prairial                |         | Frégate                             | Marine nationale française        | 11 septembre 1990 | 16 mars 1991      |                                                                                          | 20 mai 1992     | Aucun                                                    |                            |
| Nivôse                  |         | Frégate                             | Marine nationale française        | 16 janvier 1991   | 11 août 1991      |                                                                                          | 15 octobre 1992 | Aucun                                                    |                            |
| Dreamward               |         | Paquebot de croisière               | Norwegian Cruise Line             |                   |                   |                                                                                          | 1992            | Norwegian Dream (1998)                                   | Démantelé en 2022          |
| Ventôse                 |         | Frégate                             | Marine nationale française        | 28 juin 1991      | 14 mars 1992      |                                                                                          | 5 mai 1993      | Aucun                                                    |                            |
| Vendémiaire             |         | Frégate                             | Marine nationale française        | 17 janvier 1992   | 23 août 1992      |                                                                                          | 21 octobre 1993 | Aucun                                                    |                            |
| Windward                |         | Paquebot de croisière               | Norwegian Cruise Line             |                   |                   |                                                                                          | 1993            | Norwegian Wind (1998) Superstar Aquarius                 | Démantelé en 2022          |
| Germinal                |         | Frégate                             | Marine nationale française        | 17 août 1992      | 14 mars 1993      |                                                                                          | 17 mai 1994     | Aucun                                                    |                            |
| Puteri Intan            |         | Méthanier                           | MISC Berhad                       |                   |                   |                                                                                          | 1994            | Aucun                                                    |                            |
| Legend of the Seas      |         | Paquebot de croisière               | Royal Caribbean Cruise Line       |                   |                   |                                                                                          | 1995            | Aucun                                                    |                            |
| Napoléon Bonaparte      |         | Cruise-ferry                        | SNCM                              | 13 février 1995   | 16 septembre 1995 | 25 avril 1996                                                                            | 26 avril 1996   | Rhapsody (2014)                                          |                            |
| Paul Gauguin            |         | Paquebot de croisière               | Services et Transports            |                   |                   |                                                                                          | 1997            | Aucun                                                    |                            |
| Splendour of the Seas   |         | Paquebot de croisière               | Royal Caribbean Cruise Line       |                   |                   |                                                                                          | 1996            | Aucun                                                    |                            |
| Puteri Firus            |         | Méthanier                           | MISC Berhad                       |                   |                   |                                                                                          | 1997            | Aucun                                                    |                            |
| Rhapsody of the Seas    |         | Paquebot de croisière               | Royal Caribbean Cruise Line       |                   |                   |                                                                                          | 1997            | Aucun                                                    |                            |
| Vision of the Seas      |         | Paquebot de croisière               | Royal Caribbean Cruise Line       |                   |                   |                                                                                          | 1998            | Aucun                                                    |                            |
| R one                   |         | Paquebot de croisière               | Renaissance Cruises               |                   |                   | 12 juillet 1998 à Saint-Nazaire                                                          | 1998            | Colombus 2                                               |                            |
| R two                   |         | Paquebot de croisière               | Renaissance Cruises               |                   |                   |                                                                                          | novembre 1998   | Regatta                                                  |                            |
| CGG Alizé               |         | Navire de recherche géophysique     | CGG Marine                        |                   |                   |                                                                                          | 1999            | Aucun                                                    |                            |
| Mistral                 |         | Paquebot de croisière               | Festival Cruises                  |                   |                   | 25 juin 1999                                                                             | Juin 1999       | Grand Mistral, Costa neoClassica, AIDAmira               |                            |
| R three                 |         | Paquebot de croisière               | Renaissance Cruises               |                   |                   |                                                                                          | juillet 1999    | Pacific Princess                                         |                            |
| R four                  |         | Paquebot de croisière               | Renaissance Cruises               |                   |                   |                                                                                          | octobre 1999    | Tahitian Princess                                        |                            |
| R five                  |         | Paquebot de croisière               | Renaissance Cruises               |                   |                   |                                                                                          | janvier 2000    | Nautica                                                  |                            |
| R six                   |         | Paquebot de croisière               | Renaissance Cruises               |                   |                   |                                                                                          | mai 2000        | Azamara Journey                                          |                            |
| Celebrity Millennium    |         | Paquebot de croisière               | Celebrity Cruises                 |                   |                   |                                                                                          | juin 2000       | Aucun                                                    |                            |
| R seven                 |         | Paquebot de croisière               | Renaissance Cruises               |                   |                   |                                                                                          | septembre 2000  | Azamara Quest                                            |                            |
| R eight                 |         | Paquebot de croisière               | Renaissance Cruises               |                   |                   |                                                                                          | janvier 2001    | Royal Princess                                           |                            |
| Celebrity Infinity      |         | Paquebot de croisière               | Celebrity Cruises                 |                   |                   |                                                                                          | mars 2001       | Aucun                                                    |                            |
| European Vision         |         | Paquebot de croisière               | Festival Cruises                  | juin 2000         | décembre 2000     | 22 juin 2001                                                                             | juin 2001       | MSC Armonia (2004)                                       |                            |
| Celebrity Summit        |         | Paquebot de croisière               | Celebrity Cruises                 |                   |                   | septembre 2001                                                                           | septembre 2001  | Aucun                                                    |                            |
| Seven Seas Mariner      |         | Paquebot de croisière               | Regent Seven Seas Cruises         |                   |                   |                                                                                          | 2001            | Aucun                                                    |                            |
| Mohammed V              |         | Frégate                             | Marine royale marocaine           |                   |                   |                                                                                          | mars 2002       | Aucun                                                    |                            |
| European Stars          |         | Paquebot de croisière               | Festival Cruises                  |                   |                   |                                                                                          | mars 2002       | MSC Sinfonia (2005)                                      |                            |
| Celebrity Constellation |         | Paquebot de croisière               | Celebrity Cruises                 | 9 avril 2001      | 10 novembre 2001  |                                                                                          | avril 2002      | Aucun                                                    |                            |
| Hassan II               |         | Frégate                             | Marine royale marocaine           |                   |                   |                                                                                          | avril 2002      | Aucun                                                    |                            |
| Coral Princess          |         | Paquebot de croisière               | Princess Cruises                  |                   |                   |                                                                                          | octobre 2002    | Aucun                                                    |                            |
| MSC Lirica              |         | Paquebot de croisière               | MSC Croisières                    |                   |                   |                                                                                          | mars 2003       | Aucun                                                    |                            |
| Island Princess         |         | Paquebot de croisière               | Princess Cruises                  |                   |                   |                                                                                          | juin 2003       | Aucun                                                    |                            |
| Crystal Serenity        |         | Paquebot de croisière               | Crystal Cruises                   |                   |                   |                                                                                          | juillet 2003    | Aucun                                                    |                            |
| Queen Mary 2            |         | Paquebot                            | Cunard                            | 4 juillet 2002    | 21 mars 2003      | 8 janvier 2004                                                                           | 12 janvier 2004 | Aucun                                                    |                            |
| MSC Opera               |         | Paquebot de croisière               | MSC Croisières                    |                   |                   |                                                                                          | juin 2004       | Aucun                                                    |                            |
| Mistral                 |         | BPC                                 | Marine nationale française        |                   |                   |                                                                                          | juillet 2004    | Aucun                                                    |                            |
| SeaFrance Berlioz       |         | Ferry                               | SeaFrance                         |                   |                   |                                                                                          | mars 2005       | Berlioz (2012), Côte des Flandres (2016)                 |                            |
| Tonnerre                |         | BPC                                 | Marine nationale française        |                   |                   |                                                                                          | avril 2005      | Aucun                                                    |                            |
| Pourquoi pas ?          |         | Bateau océanographique              | Ifremer                           |                   |                   |                                                                                          | juin 2005       | Aucun                                                    |                            |

## 2006à2013
En 2006, Aker Yards acquiert Alsthom Atlantique qui devient Aker Yards France. En 2008, STX Offshore & Shipbuilding acquiert Aker Yards, les Chantiers de l'Atlantique deviennent alors STX France.
| Nom du Bateau               | Tableau | Type                  | Propriétaire               | Mise sur cale | Lancement        | Baptême          | Mise en service | Autres noms                                   | Fin |
| --------------------------- | ------- | --------------------- | -------------------------- | ------------- | ---------------- | ---------------- | --------------- | --------------------------------------------- | --- |
| Gaz de France Global Energy |         | Méthanier             | Gaz de France              |               |                  |                  | 2006            | GDF SUEZ Global Energy ; Global Energy (2016) |     |
| Provalys                    |         | Méthanier             | Gaz de France              | 22 avril 2004 | 14 novembre 2006 | 16 novembre 2006 | décembre 2006   | LNG Unity(2019)                               |     |
| MSC Musica                  |         | Paquebot de croisière | MSC Croisières             |               |                  |                  | 2006            | Aucun                                         |     |
| Gaselys                     |         | Méthanier             | Gaz de France              |               |                  |                  | mars 2007       | LNG Alliance (2019)                           |     |
| MSC Orchestra               |         | Paquebot de croisière | MSC Croisières             |               |                  |                  | 2007            | Aucun                                         |     |
| MSC Poesia                  |         | Paquebot de croisière | MSC Croisières             |               |                  |                  | Avril 2008      | Aucun                                         |     |
| MSC Fantasia                |         | Paquebot de croisière | MSC Croisières             |               |                  |                  | Décembre 2008   | Aucun                                         |     |
| MSC Splendida               |         | Paquebot de croisière | MSC Croisières             |               |                  |                  | Juin 2009       | Aucun                                         |     |
| MSC Magnifica               |         | Paquebot de croisière | MSC Croisières             |               |                  |                  | 2010            | Aucun                                         |     |
| Norwegian Epic              |         | Paquebot de croisière | Norwegian Cruise Line      |               |                  |                  | 2010            | Aucun                                         |     |
| Dixmude                     |         | BPC                   | Marine nationale française |               |                  |                  | 2011            | Aucun                                         |     |
| MSC Divina                  |         | Paquebot de croisière | MSC Croisières             |               |                  |                  | 2012            | Aucun                                         |     |
| MSC Preziosa                |         | Paquebot de croisière | MSC Croisières             |               | 2012             | mars 2013        | 2013            | Aucun                                         |     |
| Europa 2                    |         | Paquebot de croisière | Hapag Lloyd Cruises        | 2011          | 2013             | mai 2013         | mai 2013        | Aucun                                         |     |

## Depuis2016
Après une période difficile pour les chantiers de Saint-Nazaire, les commandes et livraisons s'enchaînent depuis 2016. En 2018, les chantiers redeviennent officiellement les Chantiers de l'Atlantique après la nationalisation temporaire par l'État français.
À partir de 2018, face à l'afflux des commandes, les chantiers livrent désormais deux paquebots par an, et diminuent de plus en plus le temps d'assemblage d'un navire, avec seulement 7 mois pour le MSC Bellissima entre octobre 2017 et juin 2018 puis 6 mois pour le MSC Virtuosa entre février et novembre 2019,.
Cette période actuelle est marquée par la construction des plus gros navires au monde, dont les plus grands paquebots au monde (à leur livraison à l'armateur) : Harmony of the Seas, Symphony of the Seas et Wonder of the Seas.
Le tableau suivant présente les navires construits par les Chantiers de l'Atlantique depuis 2016, avec les dates des quatre événements célébrés dans la vie d'un navire : la mise sur cale ou pose de la quille, le lancement, la mise en service et la mise hors service.
| Nom du Bateau        | Tableau | Type                   | Propriétaire                  | Mise sur cale    | Lancement         | Livraison         | Autres noms | Fin |
| -------------------- | ------- | ---------------------- | ----------------------------- | ---------------- | ----------------- | ----------------- | ----------- | --- |
| Harmony of the Seas  |         | Paquebot de croisière  | Royal Caribbean Cruise Line   | 9 mai 2014       | 19 juin 2015      | 12 mai 2016       | Aucun       |     |
| Gamal Abdel Nasser   |         | BPC                    | Marine égyptienne             | 1er février 2012 | 15 octobre 2013   | 2 juin 2016       | Vladivostok |     |
| Anouar el Sadate     |         | BPC                    | Marine égyptienne             | 18 juin 2013     | 20 novembre 2014  | 16 septembre 2016 | Sébastopol  |     |
| MSC Meraviglia       |         | Paquebot de croisière  | MSC Croisières                | octobre 2015     | 2 septembre 2016  | 31 mai 2017       | Aucun       |     |
| Symphony of the Seas |         | Paquebot de croisière  | Royal Caribbean Cruise Line   | 29 octobre 2015  | 9 juin 2017       | 23 mars 2018      | Aucun       |     |
| Celebrity Edge       |         | Paquebot de croisière  | Celebrity Cruises             | juin 2017        | 22 janvier 2018   | 31 octobre 2018   | Aucun       |     |
| MSC Bellissima       |         | Paquebot de croisière  | MSC Croisières                | octobre 2017     | 14 juin 2018      | 27 février 2019   | Aucun       |     |
| MSC Grandiosa        |         | Paquebot de croisière  | MSC Croisières                | 16 juin 2018     | 5 janvier 2019    | 31 octobre 2019   | Aucun       |     |
| Celebrity Apex       |         | Paquebot de croisière  | Celebrity Cruises             | 31 octobre 2018  | 17 mai 2019       | 27 mars 2020      | Aucun       |     |
| MSC Virtuosa         |         | Paquebot de croisière  | MSC Croisières                | 27 février 2019  | 2 décembre 2019   | 1er février 2021  | Aucun       |     |
| Wonder of the Seas   |         | Paquebot de croisière  | Royal Caribbean Cruise Line   | 10 octobre 2019  | 5 septembre 2020  | 5 novembre 2021   | Aucun       |     |
| Celebrity Beyond     |         | Paquebot de croisière  | Celebrity Cruises             | 19 novembre 2020 | 31 mars 2021      | 6 avril 2022      | Aucun       |     |
| MSC World Europa     |         | Paquebot de croisière  | MSC Croisières                | 29 juin 2020     | 2 décembre 2021   | 24 octobre 2022   | Aucun       |     |
| MSC Euribia          |         | Paquebot de croisière  | MSC Croisières                | 3 décembre 2021  | 17 juin 2022      | 31 mai 2023       | Aucun       |     |
| Jacques Chevallier   |         | Pétrolier ravitailleur | Marine nationale française    | 16 décembre 2021 | 29 avril 2022     | 18 juillet 2023   | Aucun       |     |
| Celebrity Ascent     |         | Paquebot de croisière  | Celebrity Cruises             | 24 août 2022     | 10 janvier 2023   | 7 novembre 2023   | Aucun       |     |
| Utopia of the Seas   |         | Paquebot de croisière  | Royal Caribbean Cruise Line   | 1er juillet 2022 | 16 septembre 2023 | 13 juin 2024      | Aucun       |     |
| Ilma                 |         | Paquebot de croisière  | Ritz Carlton Yacht Collection | 25 mars 2023     | 29 septembre 2023 | 12 juillet 2024   | Aucun       |     |
| MSC World America    |         | Paquebot de croisière  | MSC Croisières                | 31 mai 2023      | 8 avril 2024      | 27 mars 2025      | Aucun       |     |
| Luminara             |         | Paquebot de croisière  | Ritz Carlton Yacht Collection | 6 mars 2024      | 5 septembre 2024  | 3 juin 2025       | Aucun       |     |
| Jacques Stosskopf    |         | Pétrolier ravitailleur | Marine nationale française    | 20 avril 2024    | 19 août 2024      | 20 juin 2025      | Aucun       |     |

2025: Dieppe-Le Tréport,, 
Levage du jacket dans l'avant-port de Dieppe.
Départ du topside du port du Havre.
Le Skagerrak, de Nexans, un navire de 100 mètres de long par 35 de large construit en 1976 et refondu en 2010.

## Commandes
Navires commandés ou en cours de constructions,
| Nom du bateau                                | Type                   | Propriétaire                | Mise sur cale   | Lancement       | Livraison prévue |
| -------------------------------------------- | ---------------------- | --------------------------- | --------------- | --------------- | ---------------- |
| Celebrity Xcel (N34)                         | Paquebot de croisière  | Celebrity Cruises           | 13 juin 2024    | 17 janvier 2025 | Octobre 2025     |
| OE Corinthian (A36)                          | Paquebot à voile       | Orient Express              | 30 janvier 2025 | 16 juin 2025    | Mars 2026        |
| MSC World Asia (Y34)                         | Paquebot de croisière  | MSC Croisières              | 27 mars 2025    |                 | Novembre 2026    |
| Émile Bertin (E35)                           | Pétrolier ravitailleur | Marine nationale française  |                 |                 | Mars 2027        |
| OE Olympian (B36)                            | Paquebot à voile       | Orient Express              |                 |                 | Avril 2027       |
| MSC World Atlantic (Z34)                     | Paquebot de croisière  | MSC Croisières              |                 |                 | Novembre 2027    |
| Oasis 7 (B35)                                | Paquebot de croisière  | Royal Caribbean Cruise Line |                 |                 | Mai 2028         |
| Edge 6 (O34)                                 | Paquebot de croisière  | Celebrity Cruises           |                 |                 | Octobre 2028     |
| World Class 5 (E36)                          | Paquebot de croisière  | MSC Croisières              |                 |                 | 2029             |
| World Class 6 (F36)                          | Paquebot de croisière  | MSC Croisières              |                 |                 | 2030             |
| Gustave Zédé (F35)                           | Pétrolier ravitailleur | Marine nationale française  |                 |                 | Juillet 2032     |
| PANG (Porte-Avion Nouvelle Génération) (R92) | Porte-avions           | Marine nationale française  |                 |                 | 2038             |

### Sources
- Voiliers nantais